# PalaBanca
Il PalaBanca, il cui nome completo a partire dal 2021 è PalaBanca Sport, è la principale arena coperta della città di Piacenza.
Struttura polifunzionale, è stato ideato principalmente per la società di pallavolo Piacenza, andando a rimpiazzare il meno capiente PalaFranzanti.
Prende il nome dalla Banca di Piacenza, istituto di credito piacentino.

## Storia
L'impianto è stato costruito nel 2004 su un terreno comunale con la cessione del diritto di superficie per 10 anni al Copra Volley che si occupò della costruzione ricevendo 320 000 euro annui dal comune come contributo per l'abbattimento dei costi di realizzazione, stimati in 4 700 000 euro.
L'impianto, costruito da Divier Togni, è una struttura geodetica e contiene, oltre al campo di gioco ed alle tribune, tutti i servizi necessari.
Il PalaBanca è stato inaugurato nel febbraio 2005 con la partita degli ottavi di finale di Coppa dei Campioni Copra Piacenza-Tours ed ha una capienza di 3 700 spettatori per gli incontri sportivi, e di oltre 6 000 per manifestazioni ed eventi vari, in questi casi per aumentare la capienza viene allungato il parterre, mentre si può sfruttare una tribuna in meno a causa della presenza del palco.
Nell'annata 2006-2007 l'impianto fu utilizzato anche dalla Lupa Volley Piacenza, società neopromossa nella Serie A2 di pallavolo femminile. L'utilizzo dell'impianto si esaurì al termine della stagione, culminata con la retrocessione in Serie B1 e la successiva fusione con il River Volley.
Nella stagione 2011-2012 viene utilizzato per le gare interne anche dalla squadra di pallacanestro di Piacenza, l'Unione Cestistica Piacentina, che disputa in quella stagione il campionato di Legadue. Con la mancata iscrizione al campionato successivo, il PalaBanca ritorna ad essere utilizzato solo per la pallavolo.
A partire dalla stagione 2013-2014 il Palabanca ospita anche la squadra di pallavolo femminile piacentina, la Rebecchi Nordmeccanica Piacenza, che aveva già disputato qui gara2 delle semifinali scudetto dell'anno precedente.
Nel novembre 2013 ha ospitato la Supercoppa italiana di pallavolo femminile, vinta per 3-0 dalla Rebecchi Nordmeccanica sull'Imoco Conegliano.
Nel 2014 il diritto di superficie a favore del Copra Volley è stato prorogato fino al 30 giugno 2017, con contemporanea rateizzazione dell'ultima rata dovuta dal comune alla società pallavolistica.
Nella stagione 2015-2016 l'impianto torna ad ospitare la pallacanestro, venendo scelto come sede degli incontri casalinghi dal Piacenza Basket Club, squadra militante in Serie C Gold, nata nel 2012 sulle ceneri dell'Unione Cestistica Piacentina.
Al termine della stagione 2015-2016 la Nordmeccanica Piacenza si trasferisce a Modena, abbandonando quindi l'impianto; tra le cause del trasferimento vi è anche la mancata possibilità di ottimizzazione dei costi d'affitto della struttura.
Dalla stagione 2016-2017, con la fusione tra Piacenza Basket Club e Unione Cestistica Casalpusterlengo, l'impianto torna ad ospitare la seconda serie cestistica, con la nuova compagine, denominata Assigeco UCC Piacenza.
Dalla stagione 2018-19 viene utilizzata dalla neonata società pallavolistica della You Energy, che ha sostituito la Pallavolo Piacenza.
A partire dal novembre 2021 l'impianto assume la denominazione PalaBanca Sport.